# Liouville Point
Liouville Point är en udde i Antarktis. Den ligger i Västantarktis. Argentina, Chile och Storbritannien gör anspråk på området.
Terrängen inåt land är kuperad österut, men västerut är den platt. Havet är nära Liouville Point åt nordväst. Trakten är glest befolkad. Närmaste befolkade plats är Vernadsky Station, 10,5 kilometer sydväst om Liouville Point. 